# Acritopappus
Acritopappus es un género de plantas perteneciente a la familia (Asteraceae). Comprende 16 especies descritas y de estas 15 aceptadas.

## Taxonomía
El género fue descrito por R.M.King & H.Rob. y publicado en Phytologia 24: 401. 1972.

## Especies aceptadas
A continuación se brinda un listado de las especies del género Acritopappus aceptadas hasta junio de 2012, ordenadas alfabéticamente. Para cada una se indica el nombre binomial seguido del autor, abreviado según las convenciones y usos.
- Acritopappus catolesensis D.J.N.Hind & Bautista
- Acritopappus confertus (Gardner) R.M.King & H.Rob.
- Acritopappus connatifolius (Soar.Nunes) R.M.King & H.Rob.
- Acritopappus diamantinicus "Bautista, S.Ortiz & Rodr.Oubiña"
- Acritopappus hagei R.M.King & H.Rob.
- Acritopappus harleyi R.M.King & H.Rob.
- Acritopappus heterolepis (Baker) R.M.King & H.Rob.
- Acritopappus irwinii R.M.King & H.Rob.
- Acritopappus longifolius (Gardner) R.M.King & H.Rob.
- Acritopappus morii R.M.King & H.Rob.
- Acritopappus pintoi Bautista & D.J.N.Hind
- Acritopappus prunifolius R.M.King & H.Rob.
- Acritopappus santosii R.M.King & H.Rob.
- Acritopappus subtomentosus R.M.King & H.Rob.
- Acritopappus teixeirae R.M.King & H.Rob.